# 福州圣约翰堂
26°02′57″N 119°19′06″E / 26.049057°N 119.318387°E
福州圣约翰堂，俗称石厝教堂，是英国圣公会为在福州定居的英国侨民修建的一座哥特式石头教堂，地址在福州仓山区当年侨民聚居区的中心乐群路。1856年筹建，1861年落成。1906年併入中華聖公會福建教區。堂内有纪念1906年死于海难的霍约瑟主教的铜质纪念碑，大门正中为纪念在第一次世界大战中阵亡的福州英国侨民的纪念坊。1992年该教堂被列为市级文物保护单位。2018年，烟台山约翰堂公布为第九批福建省文物保护单位。

## 圖集

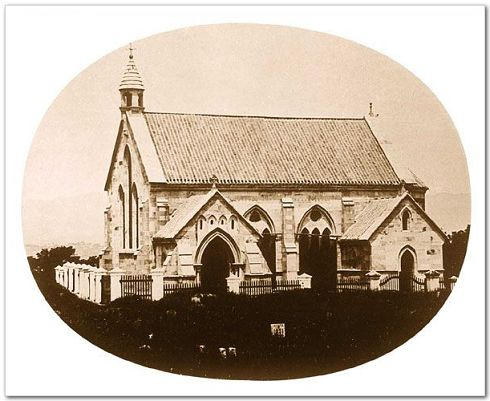
1880年的福州聖約翰堂
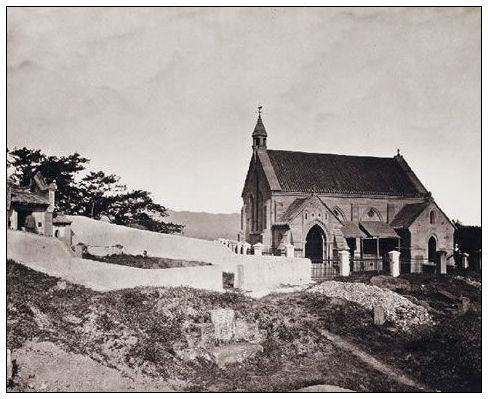
1880年的福州聖約翰堂
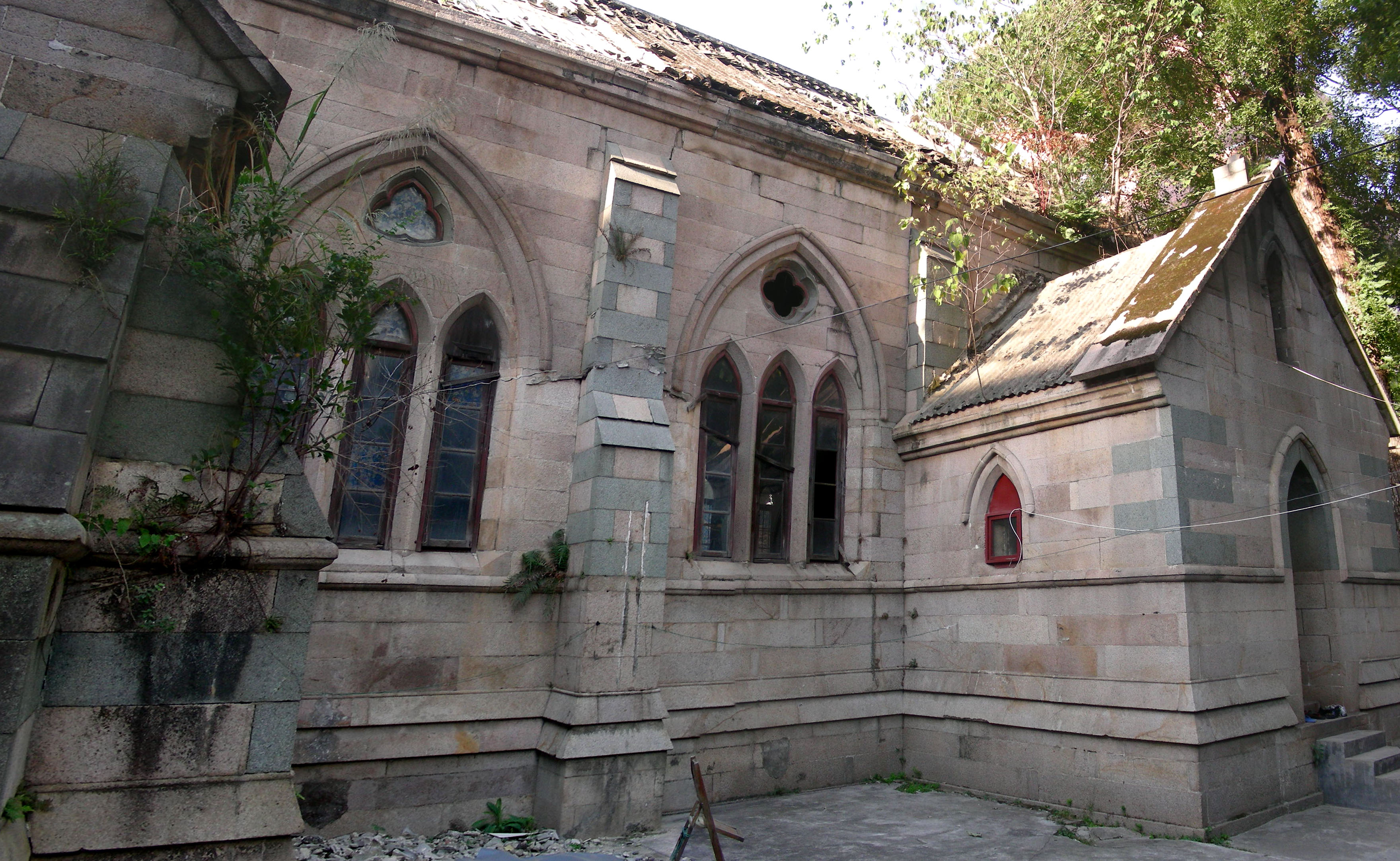
2008年的福州聖約翰堂
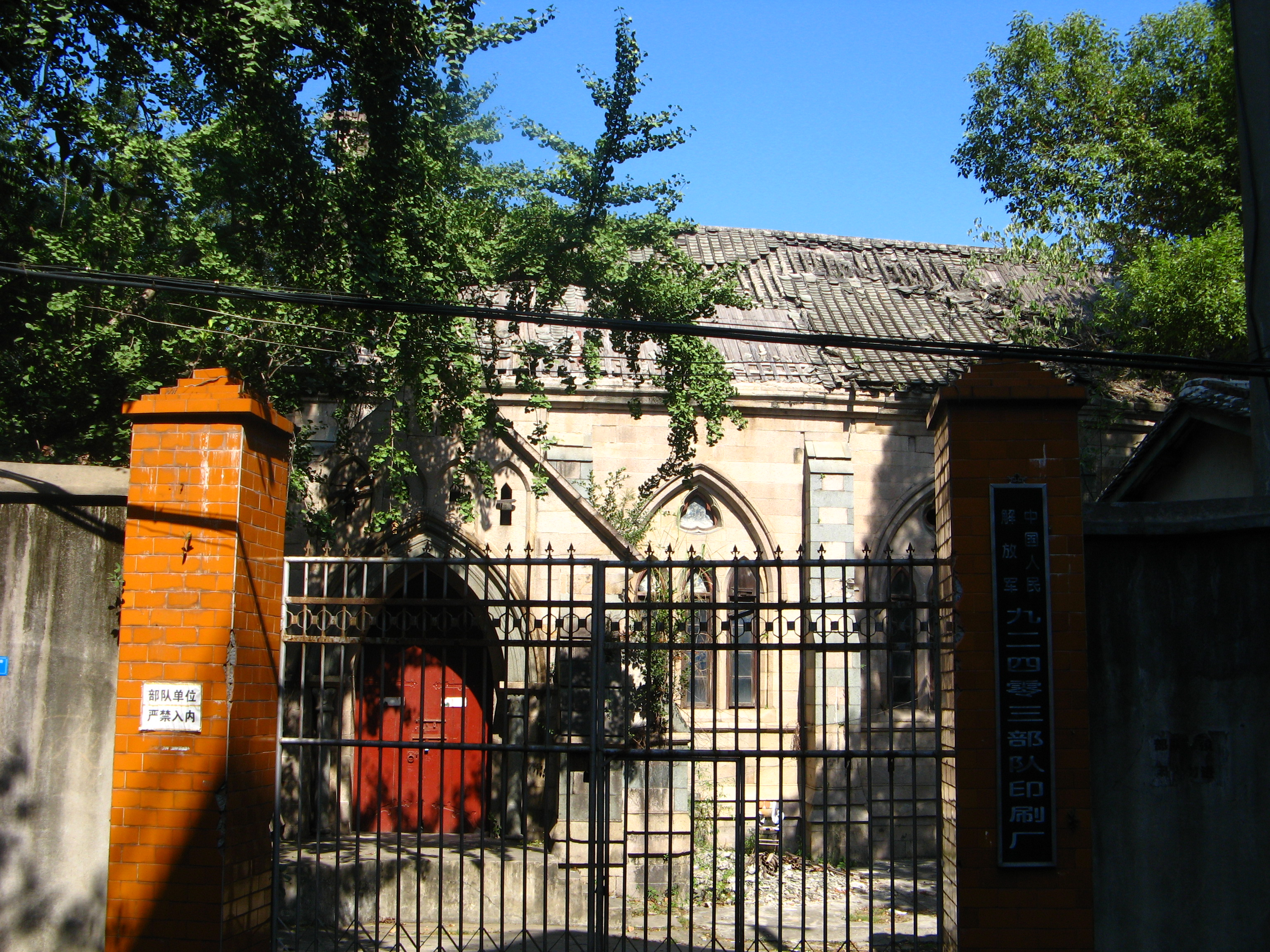
2009年的福州聖約翰堂
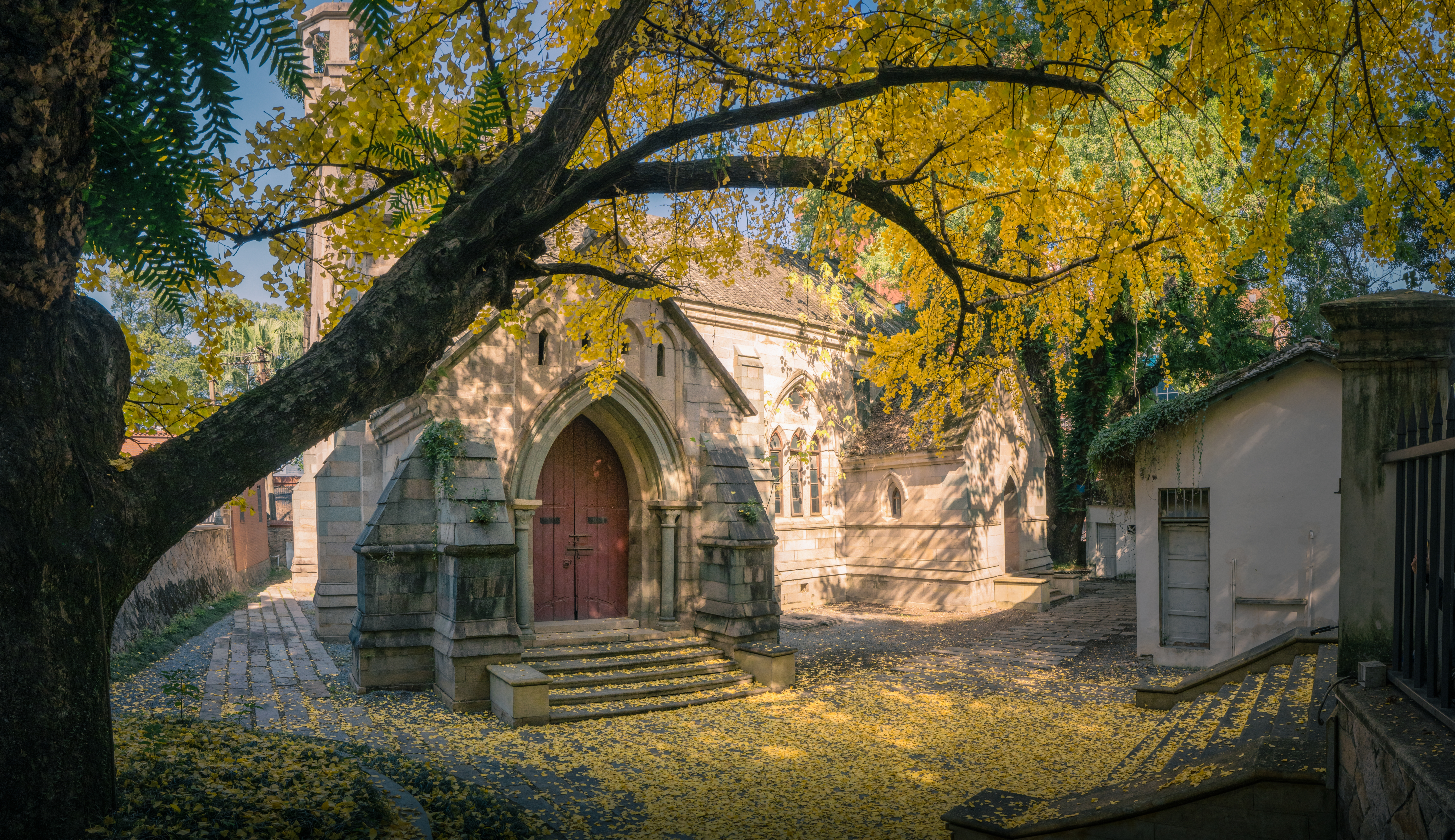
2024年的福州聖約翰堂